# Обработка кофе

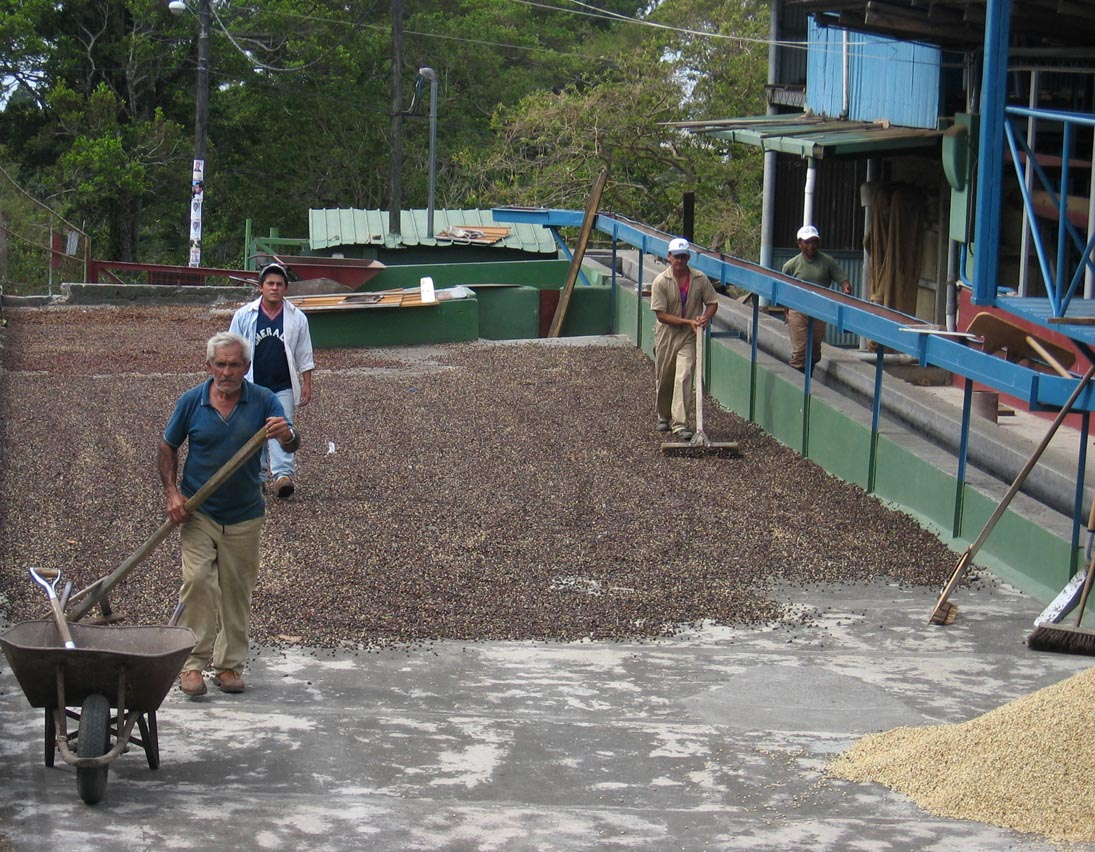
Традиционная сушка кофе в Панама

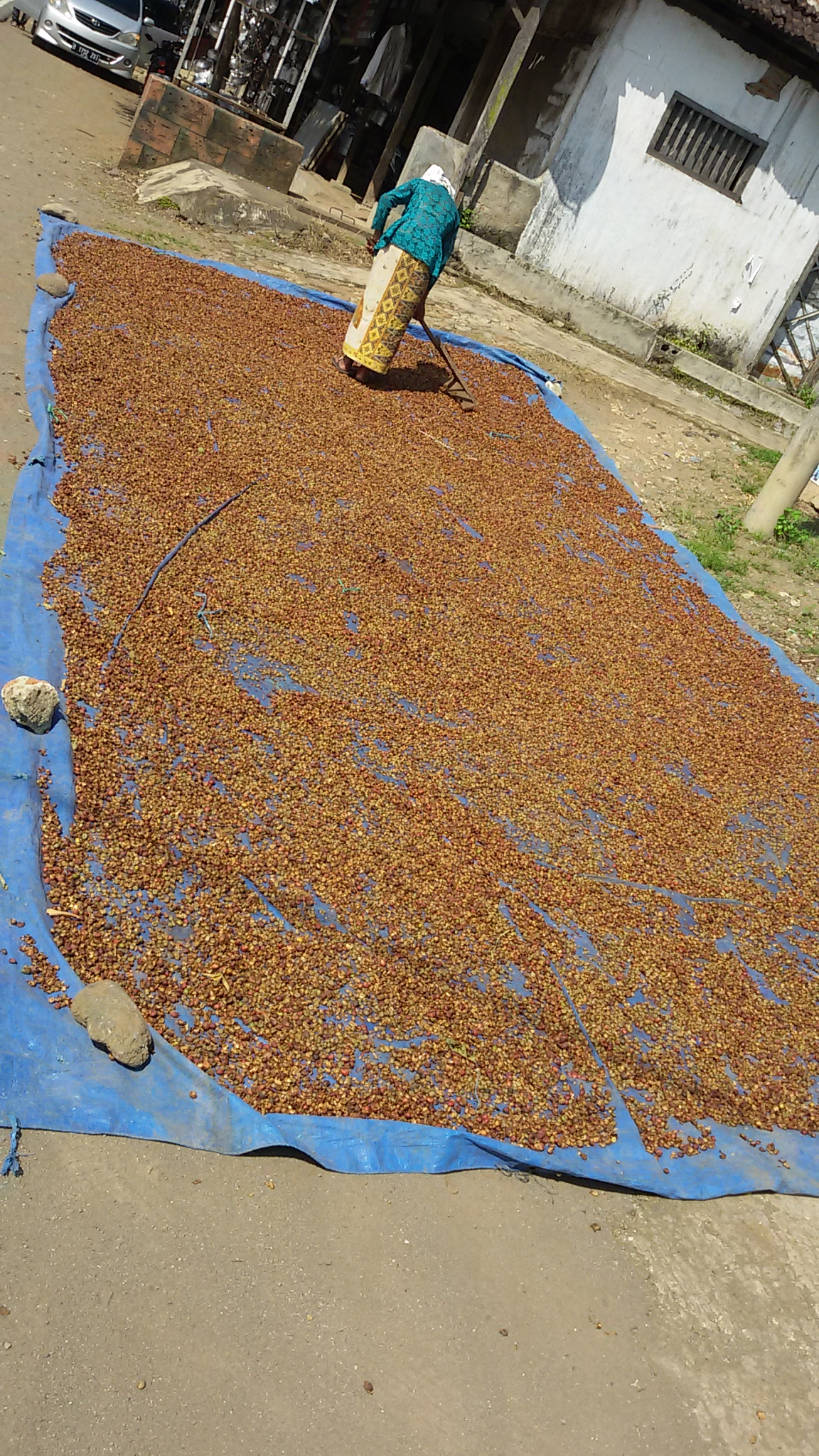
Традиционная сушка кофейных зёрен в Индонезия

Обработка кофе — это промышленный процесс переработки спелой кофейной ягоды с целью извлечения из неё кофейного зерна. 
Это не финальная стадия обработки кофе, результатом которой являются зёрна, готовые к приготовлению напитка. Метод обработки кофейных ягод оказывает большое влияние на то, каким будет вкус напитка.

## Сбор урожая

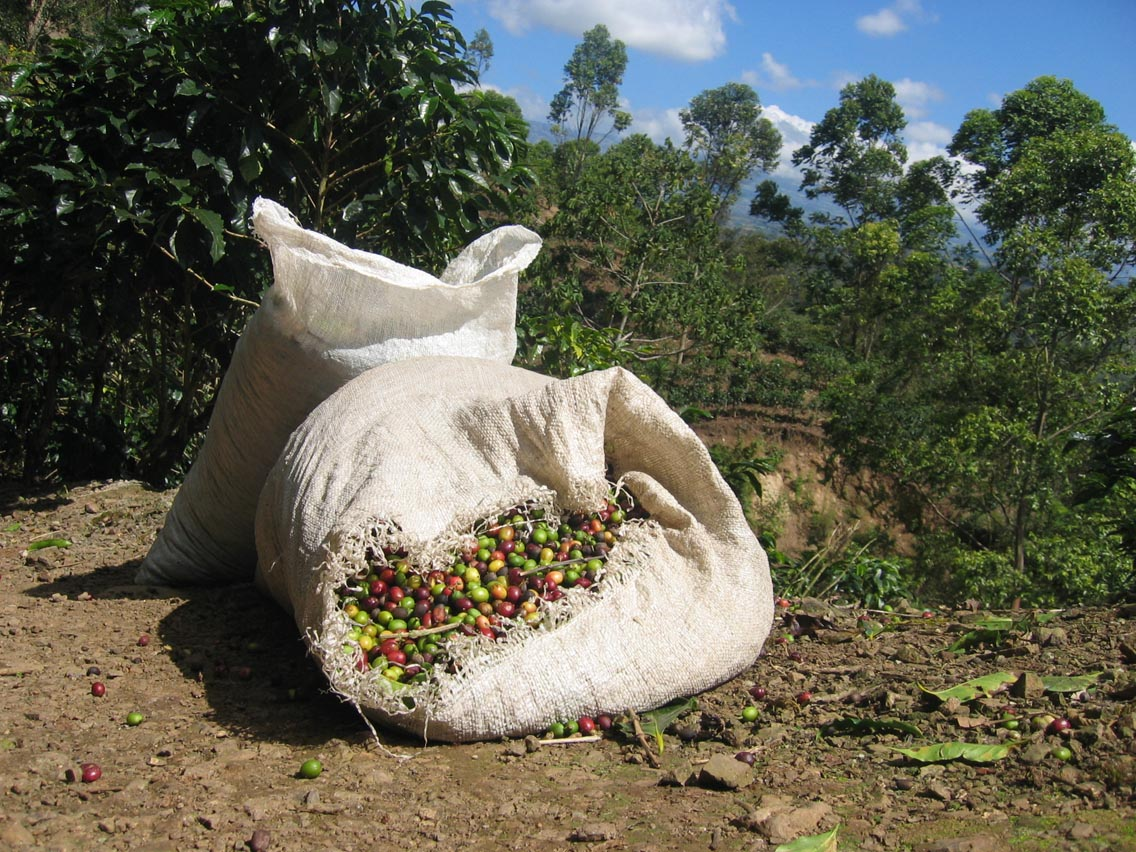
Урожай кофейных ягод недалеко от Orosí, Коста-Рика

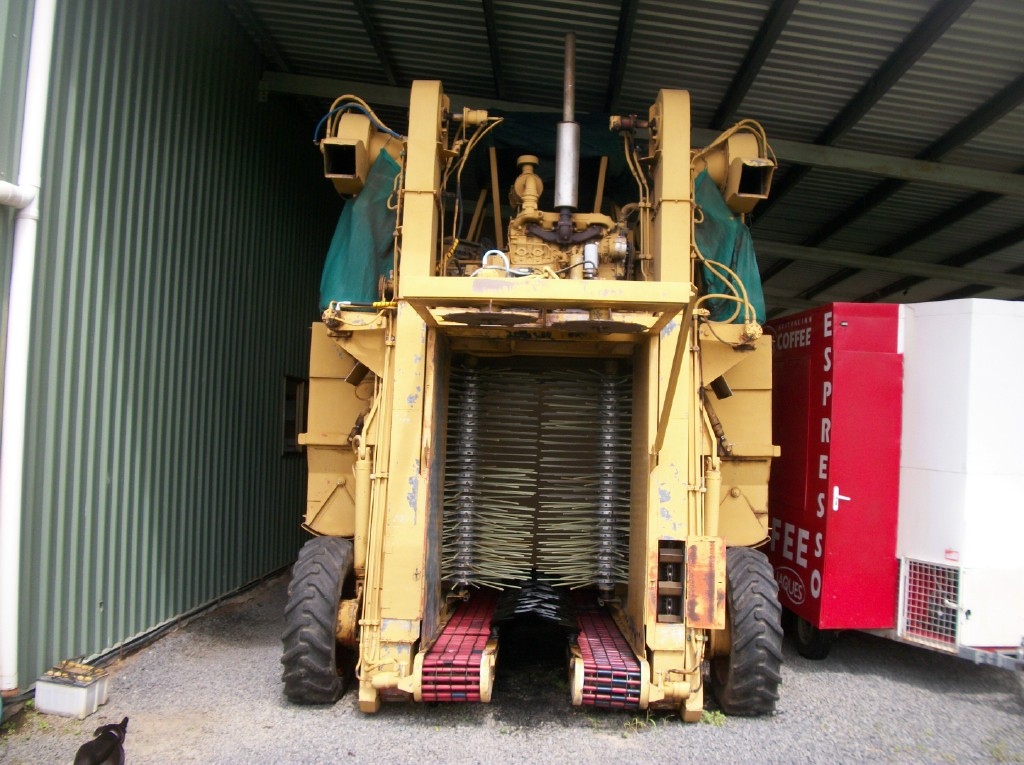
Комбайн для сбора урожая кофе, Австралия

### Ручной сбор урожая
Кофейное дерево начинает цвести в возрасте от трёх до четырёх лет после посадки. С этого времени появляются и кофейные плоды. Плоды созревают через восемь месяцев после появления цветка, меняя цвет от зелёного до красного, именно в это время плоды собираются. В большинстве стран, где произрастает кофе, в год собирают один урожай плодов; в таких странах, как Колумбия, где растение цветет два раза в год, с него собирают и второй урожай, главным из которых является урожай с апреля по июнь, меньший урожай — в ноябре-декабре.
В большинстве стран урожай кофе собирают вручную. В Бразилии с плоским рельефом местности процесс сбора урожая поддается механизации.

## Обработка

### Натуральный(сухой) процесс
Натуральный процесс, также известный как сухой или сухой натуральный, не нуждается в использовании воды. Отсюда и его название. Кофейные ягоды собирают на пике зрелости и высушивают до определённого уровня содержания влаги.
В процессе естественной сушки вся кофейная ягода остаётся нетронутой. Зерно, находящееся в самом центре, поглощает в себя некоторые характеристики сладкой мякоти и ароматной кожицы вплоть до следующего этапа — помола. Во время помола высушенные ягоды разрушаются и зёрна отделяются от парчмента.
Родиной натурального процесса является Африка, откуда он начал своё шествие по кофейным плантациям всего мира. Использование натурального метода — довольно рискованное занятие, так как неравномерное высушивание ягод может привести к появлению аромата брожения в зерне. Именно поэтому многие организации-экспортёры, закупающие зерно у мелких фермеров, непосредственно после сбора урожая содействуют проведению мытой обработки производителем.

## Хранение
Зеленые зерна кофе обычно транспортируются в джутовых мешках. Зелёный кофе может храниться в течение нескольких лет, при этом его качество постепенно ухудшается. Кофе приобретает вкус, известный как «мешковатость».
В последние годы кофе для сохранения качества зелёного кофе, он хранится в вакуумной упаковке, препятствующей взаимодействию его с кислородом воздуха.